# 探偵 神宮寺三郎 白い影の少女
『探偵 神宮寺三郎 白い影の少女』（たんてい じんぐうじさぶろう しろいかげのしょうじょ）は、2005年4月22日にマーベラスインタラクティブから発売されたゲームボーイアドバンス用ゲームソフト。「探偵 神宮寺三郎シリーズ」の10作目にあたる。2006年3月16日に「Best Collection」として廉価版が発売された。

## 概要
シリーズ10作目にして、初の携帯ゲーム機作品。また、シリーズ第4作『探偵 神宮寺三郎 時の過ぎゆくままに…』以来、約15年ぶりに任天堂の機種に対応した作品でもある。発売元は本作のみマーベラスインタラクティブとなっている。本作以降の作品はほとんど携帯型ゲーム機から発売されている。また、特典として初回版にはオリジナルサウンドトラックCD（8cmCD）が封入されている。

## あらすじ
ある日、神宮寺の元に大学時代の友人・哲司の訃報が届く。その告別式で神宮寺は哲司の母より哲司の大学時代の恋人に遺品を渡してほしいと頼まれる。またその夜、友人である熊野から、最近巷で噂になっている「ゆうちゃん」について調べてほしいと頼まれる。漠然とした内容に一度は断る神宮寺であったが、根負けして調査を引き受けることに。こうして神宮寺は2つの奇妙な事件の調査をすることになる。

## 登場人物
レギュラーキャラクターは
池内 春菜（いけうち はるな）
大河原家に仕えるメイド。報告役として神宮寺の調査に同行する。礼儀正しい性格だが、内面は能天気で行動的である。
藤村 貴之（ふじむら たかゆき）
新宿西小学校に通う5年生。都市伝説となっている「ゆうちゃん」を見つける為、友人たちと新宿の街を探し回っている。
大河原 静江（おおがわら しずえ）
神宮寺の親友であった哲司の母。神宮寺に遺品を託す。

## 本作の特徴
- パートナーとして助手の洋子か、本作のゲストキャラである春菜のどちらかを選ぶことができる。
- 新システムとして、バッドエンドを含む無数の選択肢の中から正解を推理する「推理システム」と、推理システムから入手した探偵ポイントを振り分けることで、パートナーのAIが成長し的確なアドバイスが得られる「パートナーシステム」がある。
- 容量の少ない携帯機種に移行したこともあり、声優によるキャラクターボイス演出はなくなった。
- 作中残酷な表現がほとんど無いため、シリーズ中でも（ファミリーコンピュータ時代の作品を除く）数少ない全年齢対象の作品である。

## スタッフ
- 寺田克也 - オリジナルキャラクターデザイン
- 今野恵美 - キャラクターデザイン、作画
- 西山英一 - 企画、原案、プロデューサー
- 中島良 - シナリオ、企画、スクリプト
- 中村誠（冒険企画局） - シナリオ
- 石川泰之 - シナリオ
- 金子みつえ - シナリオ原案、企画、スクリプト
- 加藤孝 - 企画、スクリプト
- 近藤隆 - プログラム
- 石川浩一 - グラフィック、ディレクター
- 花山とおる - グラフィック
- 三好志保 - グラフィック
- 石井清香 - グラフィック
- 馳見 "Ace" 大地 - サウンド
- 金光健司 - サウンド
- 八鍬斉（有限会社ターゲット・エンタテインメント） - サウンド
- 関根弘子 - アートワーク
- 金沢十三男 - アソシエイトプロデューサー
- 和田康宏 - エグゼクティブ・プロデューサー
- 山口孝 - エグゼクティブ・プロデューサー